# Distrito de Beloha
Beloha es un distrito de la región de Androy, en la isla de Madagascar, con una población estimada en julio de 2014 de 112 326 habitantes.
Se encuentra ubicado en el extremo sur de la isla, junto a la costa del océano Índico.